# Königsbrücker Straße
Die Königsbrücker Straße ist eine Dresdener Ausfallstraße durch die Äußere Neustadt und die Albertstadt in Richtung Norden. Sie ist Teil der Bundesstraße 97.

## Name
Im Jahr 1414 wurde sie erstmals als „Weg nach Langebrück“ erwähnt, seit dem 17. Jahrhundert ist sie nach der Stadt Königsbrück benannt, die nordöstlich von Dresden liegt.
Bis zur Eingemeindung von Klotzsche (1950) hieß sie auch dort und in Weixdorf „Königsbrücker Straße“ (mit wieder bei 1 beginnenden Hausnummern) und wurde danach außerhalb der Albertstadt umbenannt in „Königsbrücker Landstraße“, um in Klotzsche die alten Hausnummern beibehalten zu können.
Von 1964 bis 1990 trug sie den Namen des sächsischen Landtagspräsidenten Otto Buchwitz; danach wurde sie wieder in Königsbrücker Straße umbenannt.

## Geschichte
Der Fahrweg führte vom Schwarzen Tor am späteren Albertplatz in Altendresden über den „neuen Anbau auf dem Sande“. Die erste Bebauung erfolgte zögernd, das erste Gebäude wurde 1735 durch den aus Böhmen stammenden Gärtner Pablick errichtet. Dabei handelte es sich um die Gaststätte „Sandschänke“, die spätere „Grüne Tanne“. Simon Haller, der Kammerdiener des Grafen Heinrich von Brühl, eröffnete 1735 den Gasthof „Zum Schönen Brunnen“. Er lag westlich der Straße zwischen Eschenstraße, Jordanstraße und Scheunenhofstraße sowie der Bahnstrecke Dresden–Görlitz. Benannt war er nach einem Mineralbrunnen, der Volksmund bezeichnete ihn jedoch als „Kammerdieners“. Heute erinnert die Schönbrunnstraße, eine Parallelstraße der Königsbrücker Straße, an den Gasthof. Im Jahr 1823 gründeten Gottfried Jordan und August Friedrich Timaeus die „Chocolade- und Cichorienfabrik“ zwischen der heutigen Timaeus- und Jordanstraße östlich der Königsbrücker Straße.
Ab 1836 entstand westlich der Königsbrücker Straße die Oppellvorstadt als Teil des heutigen Hechtviertels. Im Jahr 1850 wurde der Gasthof „Zum Schönen Brunnen“ für einen Schlachthof abgebrochen. Dieser wurde später in die Leipziger Straße verlegt und die Gebäude im Jahr 1875 abgetragen. Von 1876 bis 1878 errichtete die Stadt Dresden oberhalb der Stauffenbergallee die Arbeitsanstalt neben dem Gasthof „Lindengarten“. Nach 1871 wurde im nördlichen Teil der Königsbrücker Straße die Albertstadt angelegt. Dabei handelt es sich um eine der größten zusammenhängenden Kasernenanlagen Deutschlands. Im Jahr 1911 entstand an der Ecke Tannenstraße das Sächsische Soldatenheim als Freizeitheim für Soldaten und Unteroffiziere; es wurde mit Spenden finanziert. Die Architektursprache dieses Hauses ist beeinflusst von Hans Erlwein, der von 1905 bis 1914 in Dresden als Stadtbaurat gewirkt hat. Von 1946 bis 1952 tagte hier der Sächsische Landtag. Danach wurde es bis zum Jahr 1990 als Haus der Volksarmee genutzt.
Zu Beginn des 20. Jahrhunderts gründete Ottomar Heinsius von Mayenburg die Leo-Werke, die unter anderem die Chlorodont-Zahncreme herstellten. Im Jahr 1917 errichtete er ein Fabrikgebäude an der Königsbrücker Straße.
In den Jahren 1903/1904 verkehrte die Dresdner Haide-Bahn vom Arsenal – dem heutigen Militärhistorischen Museum – in die Vorstadt Klotzsche. Im Jahr 1905 wurde der Betrieb der Bahn eingestellt. Die Straßenbahnlinie bis zum Schänkhübel in Klotzsche wurde 1911 eröffnet; sie hatte ab dem Arsenal einen eigenen Gleiskörper neben der Straße.
Das Filmtheater Schauburg mit 1000 Plätzen wurde 1927 an der Ecke Bischofsweg erbaut. Ihm diagonal gegenüber befand sich das Lokal „Zur Reichskrone“ mit einem reich geschmückten Saal, der 2000 Personen fasste. Die Reichskrone wurde 1873 im Stil der Neorenaissance erbaut. Im Lokal fanden Tanz- aber auch Sportveranstaltungen statt. Nach 1945 nutzte man es unter anderem als Lagerhalle und Turnhalle. Die Wohngebietsgaststätte „Aktiv“ war hier untergebracht. Ab den 1980er Jahren verfiel das Gebäude und wurde 1993 abgerissen. Von 1962 bis 1964 wurde das Gebäude der Hauptpost erbaut. Am südlichen Anfang der Königsbrücker Straße stehen drei Glas-Licht-Stahl-Stelen. Sie wurden 1989/1990 von Karin und Wolfgang Korn geschaffen. Dabei verwendeten sie verschiedene Glassorten. Die größte Stele ist 4,5 Meter hoch.
Neben der Schauburg befindet sich in der Villa Romantika das Puppenmuseum Dresden.

## Ausbau
Über einen Ausbau (Verbreiterung) der Königsbrücker Straße, damit Busse an der Straßenbahn vorbeifahren können, wurde bereits am Ende der 1950er Jahre gesprochen. Dieser Plan wurde im Zusammenhang mit dem Aufbau der Luftfahrtindustrie in Dresden verfolgt, jedoch ohne Ergebnisse.
Seit 1994 wird über einen Ausbau der Königsbrücker Straße diskutiert, da ein Großteil der Straße noch gepflastert ist, keine Radverkehrsanlagen besitzt und sie als wichtige Straßenverbindung in Richtung Norden ein großes Verkehrsaufkommen verzeichnet. Das Planfeststellungsverfahren hierzu wurde nach langer Diskussion um die Dimensionierung der Straße mit einer „Kompromissvariante“ im Jahr 2009 zwar vom Stadtrat beschlossen, aber nicht bis zum Ende durchgeführt. So gab es hinsichtlich der „Förderfähigkeit“, also der Berechtigung, für den Bau auch Mittel aus dem Gemeindeverkehrsfinanzierungsgesetz (GVFG) einzusetzen, Bedenken des verantwortlichen Landesministeriums. Allerdings wurden die Bedenken nicht „offiziell“ im sonst üblichen Rahmen des laufenden Planfeststellungsverfahrens geäußert und nachvollziehbar begründet, sondern informell auf der „Dresden-Konferenz“ mitgeteilt. Im Laufe der Zeit widersprachen sich die Verantwortlichen im sächsischen Wirtschaftsministerium auch, was die Förderfähigkeit angeht.
Um einen förderfähigen Ausbau der Straße zu ermöglichen, wurden weitere Varianten geplant. Zwei dieser Varianten sind aktuell in der Diskussion. Die sogenannte „Variante 5“ sieht im Regelfall vier Fahrstreifen bei straßenbündigen Gleisen der Straßenbahnen vor. Die Baukosten hierfür sollten 38,9 Millionen Euro betragen. Ende Juni 2011 legte Bürgermeister Hilbert als Kompromissvariante die „Variante 6“ vor, die einen separaten Gleiskörper für die Straßenbahn und zwei überbreite Fahrstreifen bei Baukosten von 33,8 Millionen Euro vorsieht. Am 29. September 2011 votierte der Stadtrat mit 38 Stimmen (der CDU, FDP, NPD, drei aus der Bürgerfraktion) gegen 31 Stimmen für die Variante 5. Es zeichnete sich ab, dass diese Variante aufgrund von problematischen Aspekten der Verkehrssicherheit nicht umsetzbar ist.
Im April 2014 beschloss der Stadtrat einen vierstreifigen Ausbau. Der im Mai 2014 neu konstituierte Stadtrat kündigte mit seiner nunmehr rot-grün-roten Mehrheit an, diesen Beschluss zu kippen. Aufgrund sinkender Belastung in Folge der Eröffnung der Waldschlößchenbrücke sei ein vierstreifiger Ausbau nicht mehr nötig. Ende Oktober 2014 wurden zwei neue Varianten vorgestellt: eine mit einem gemeinsamen Fahrstreifen für Straßenbahn und Autos (zwischen Louisenstraße und Bischofsweg) bzw. getrennten Fahrstreifen für beide (auf dem übrigen Abschnitt), mit einem begehbaren Mittelstreifen zur Überquerung der Straße und zwei breiten seitlichen Radfahrstreifen. Die zweite Variante orientiert sich an der heutigen Straße und sieht einen gemeinsamen Fahrstreifen für Autos und Straßenbahn vor, dazu schmalere Radfahrstreifen und breite Fußwege links und rechts der Straße. Als dritte Variante wird der im April 2014 beschlossene vierstreifige Ausbau weiterhin erwogen. Ende 2018 hatte die Stadt bei der Landesdirektion den Bauantrag eingereicht, wodurch das Planungsverfahren beginnen konnte. Der Planfeststellungsbeschluss zu diesen zwischenzeitlich in Details noch geänderten Planungen wurde durch die Landesdirektion am 16. Mai 2024 gefasst.

## Erich Kästner

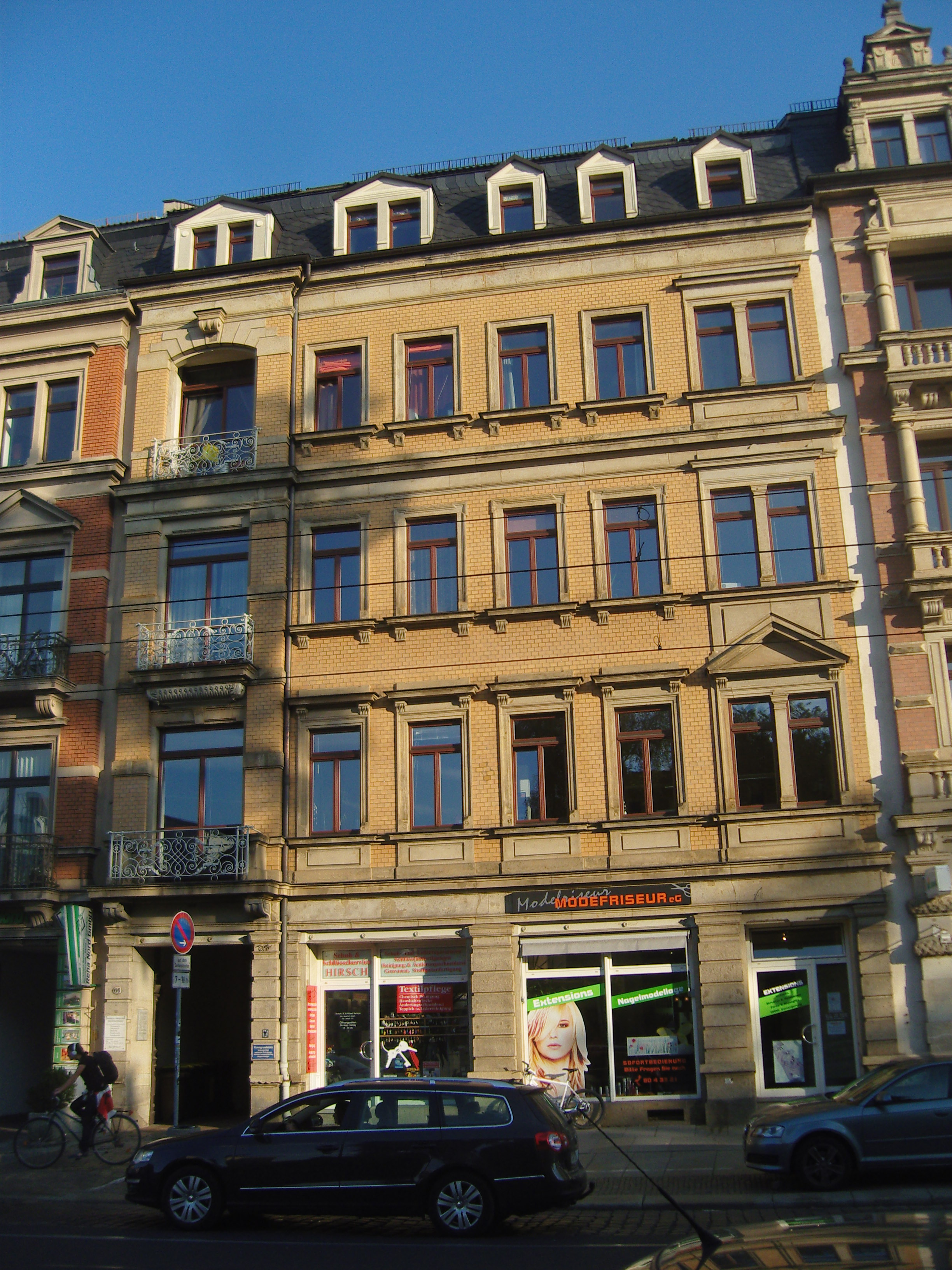
Geburtshaus von Erich Kästner

Das Geburtshaus des Schriftstellers Erich Kästner befindet sich in der Königsbrücker Straße 66. Kästner beschrieb seine Kindheitserlebnisse, die in der Königsbrücker Straße spielen, in dem Buch Als ich ein kleiner Junge war. In unmittelbarer Nähe der Königsbrücker Straße erinnern eine Plastik an der Einmündung der Alaunstraße in den Albertplatz sowie eine Plastik auf der Mauer der Villa Augustin am Albertplatz an ihn.